# Закаспийская полёвка
Закаспийская полёвка (Microtus transcaspicus) — вид грызунов рода серых полёвок. Считается вредителем полевых культур.

## Внешний вид
Грызун средних размеров. Длина 120—140 мм, хвост составляет 30—40 % длины тела. Окраска верха серо-бурая. Брюхо белёсое.

## Распространение
Юг Туркмении, север Ирана, окрестности Копетдага. Имелись сведения популяции данного вида на юге Казахстана.

## Образ жизни
Обитатель пустыни, предпочитает селиться в тугайных лесах и тростниковых зарослях по берегам рек, на рисовых полях, в горных долинах. Редкий зверёк, биология которого малоизучена.

## Сходные виды
По окраске меха светлее обыкновенной полевки. От общественной и афганской полёвок отличается длинным хвостом.